# Stato libero di Brunswick
Lo Stato libero di Brunswick fu una repubblica formata dopo l'abolizione del Ducato di Brunswick sul finire della prima guerra mondiale e uno Stato federato della Repubblica di Weimar. La capitale era Braunschweig.
Il 1º novembre 1946 lo Stato libero di Brunswick venne fuso con gli stati di Hannover, Oldenburgo e Schaumburg-Lippe formando il nuovo Land della Bassa Sassonia.

## Storia
Il Ducato di Brunswick era stato istituito dopo il Congresso di Vienna del 1814, come uno stato sovrano successore della Confederazione tedesca. Comprendeva grosso modo il territorio dell'ex Principato di Brunswick-Wolfenbüttel, che si estendeva da Holzminden sul fiume Weser, a ovest, fino a Blankenburg nella catena montuosa dell'Harz e a Calvörde, a est.
Il territorio del ducato Brunswick era in gran parte circondato dalle province prussiane di Hannover (l'ex Regno di Hannover) e Sassonia. Dal 1913 fu governato dal duca Ernesto Augusto della Casa di Hannover.
Le notizie sull'ammutinamento di Kiel del 3 novembre 1918 scatenarono disordini a Braunschweig, quando i rivoluzionari locali guidati dal Partito Socialdemocratico Indipendente di Germania (USPD) presero d'assalto la prigione locale, occuparono la stazione ferroviaria e il quartier generale della polizia e attaccarono anche il Palazzo di Braunschweig. L'8 novembre il duca Ernesto Augusto di Brunswick fu costretto ad abdicare e andò in esilio. Due giorni dopo, un consiglio dei lavoratori proclamò la "Repubblica socialista di Brunswick", governata da un consiglio di rivoluzionari dell'USPD.
Tuttavia, il loro intento di realizzare una repubblica sovietica fallì, poiché alle prime elezioni parlamentari del 22 dicembre 1918 i funzionari dell'USPD furono messi in minoranza dai socialdemocratici (SPD), che raggiunsero il 27,7% dei voti espressi. Il 22 febbraio 1919, entrambi i partiti formarono un governo di coalizione guidato dal politico dell'USPD Joseph ("Sepp") Oerter, che spostò la costituzione dello Stato verso una repubblica parlamentare. Tuttavia, il governo dovette affrontare le successive rivolte nella capitale Braunschweig, guidate dalla Lega Spartaco comunista, che il 9 aprile indisse uno sciopero generale. Quattro giorni dopo, il governo del Reich dichiarò lo stato di emergenza a Brunswick e represse la rivolta spartachista con l'aiuto delle truppe Freikorps di Georg Ludwig Rudolf Maercker.
Il 30 aprile 1919, la legislatura del Landtag di Brunswick elesse un nuovo governo statale sotto il primo ministro socialdemocratico Heinrich Jasper, basato su una coalizione tra SPD, USPD e il liberale Partito Democratico Tedesco (DDP). Le truppe dei Freikorps lasciarono Braunschweig dieci giorni dopo e il governo del Reich revocò ufficialmente il regime di emergenza il 5 giugno.

### Stato libero
Il governo di Jasper stabilizzò la politica pubblica, tuttavia alle elezioni statali del 1920 l'SPD subì una pesante perdita di voti e il successivo governo di coalizione fu nuovamente guidato dal rivale dell'USPD Sepp Oerter. La costituzione del libero Stato di Brunswick fu adottata il 6 gennaio 1922.
Alle elezioni del 1922, il governo SPD/USPD perse definitivamente la maggioranza e i socialdemocratici di Heinrich Jasper formarono una coalizione con il DDP e il partito nazionale liberale del popolo tedesco (DVP). Allo stesso tempo, il nascente Partito Nazista (NSDAP) stabilì le prime sedi locali a Braunschweig e Wolfenbüttel, finché non fu bandito dal governo statale il 13 settembre 1923. Tuttavia, il partito era rappresentato nel Landtag di Brunswick, quando Sepp Oerter passò da sinistra a destra e si unì al NSDAP nel 1924.
Dopo le elezioni del 1924, il DVP guidò un governo di coalizione di destra composto da diversi partiti nazionali liberali e conservatori, tra cui il Movimento Nazionalsocialista per la Libertà (NSFB), un sostituto del partito nazista bandito. I socialdemocratici guidati da Heinrich Jasper riuscirono nuovamente a formare un governo alle elezioni del 1927, ma persero la maggioranza alle successive elezioni del 1930. Il NSDAP raggiunse il 22,9% dei voti espressi, quindi il politico nazista Anton Franzen entrò nel nuovo governo di destra come Ministro degli Interni, succeduto dal suo compagno di partito Dietrich Klagges il 15 settembre 1931.
Klagges fu determinante per il licenziamento dei funzionari pubblici dell'opposizione e per l'organizzazione del Fronte antidemocratico di Harzburg nell'ottobre 1931. È noto soprattutto per aver naturalizzato l'ex cittadino austriaco Adolf Hitler, che era apolide da sette anni e mirava a candidarsi alle elezioni presidenziali tedesche del 1932. Dopo il fallimento di un primo tentativo di fargli ottenere un incarico presso l'Università tecnica di Braunschweig, il ministro Klagges riuscì infine a nominare Hitler funzionario pubblico presso la delegazione del Brunswick al Reichsrat di Berlino nel 1932, il che gli conferì la cittadinanza del Brunswick, e quindi automaticamente della Germania. Non ci sono documenti che attestino una qualsiasi attività di Hitler in questa posizione (altamente retribuita). Dopo la sua nomina a Cancelliere del Reich, il 30 gennaio 1933, fu ufficialmente licenziato.
Prima e dopo la Machtergreifung nazista, i politici comunisti e della SPD furono perseguitati e arrestati nel Brunswick. La composizione della legislatura del Landtag fu riorganizzata in base ai risultati delle elezioni federali tedesche del 5 marzo 1933 e, dopo che i deputati nazional-conservatori del DNVP si unirono al Partito Nazista, costituì un parlamento a partito unico. Klagges fu eletto ministro-presidente del Brunswick il 6 maggio e, insieme ai suoi colleghi di partito, il ministro della Giustizia Friedrich Alpers e il capo della polizia Friedrich Jeckeln, instaurò un regime di terrore. Tuttavia dovette accettare il potere superiore del Reichsstatthalter Wilhelm Friedrich Loeper, il cui ufficio era stato istituito nel corso del processo di Gleichschaltung nazista. L'ultima sessione del Landtag si tenne il 13 giugno 1933; la legislatura fu sciolta il 14 ottobre.

### Occupazione alleata
Il 12 aprile 1945 le forze statunitensi conquistarono la città di Brunswick e deposero il governo nazista. Il territorio di Brunswick entrò a far parte della zona di occupazione britannica, con l'eccezione delle aree orientali di Blankenburg e Calvörde, che caddero nella Sassonia-Anhalt amministrata dai sovietici. Il 7 maggio 1946, le autorità britanniche nominarono il politico socialdemocratico Alfred Kubel ministro-presidente, l'ultimo prima che il territorio del Brunswick all'interno della zona britannica, il 23 novembre, si fondesse con lo Stato di Hannover (l'ex provincia prussiana), gli Stati liberi di Oldenburg e Schaumburg-Lippe nel neonato stato (Land) della Bassa Sassonia.
La regione di Braunschweig rimase un Verwaltungsbezirk della Bassa Sassonia (dal 1978: Regierungsbezirk) fino alla sua dissoluzione nel 2004. La costituzione dello Stato di Brunswick del 1922 è stata abrogata solo con una risoluzione del 2011 del Landtag della Bassa Sassonia.

## Capi del Brunswick

### Deputati di commissione per lo Stato libero di Brunswick (1918-1919)
1. 1918-1919: Sepp Oerter (USPD)
2. 1919-1920: Heinrich Jasper (SPD)

### Ministro presidente dello Stato libero di Brunswick (1919-1946)
1. 1919-1920: Heinrich Jasper (SPD)
2. 1920-1921: Sepp Oerter (USPD)
3. 1921-1922: August Junke (SPD)
4. 1922: Otto Antrick (SPD)
5. 1922: Heinrich Jasper (SPD)
6. 1924-1927: Gerhard Marquordt (DVP)
7. 1927-1930: Heinrich Jasper (SPD)
8. 1930-1933: Werner Küchenthal (DNVP)
9. 1933-1945: Dietrich Klagges (NSDAP)
10. 1945-1946: Hubert Schlebusch (SPD)
11. 1946: Alfred Kubel (SPD)